# Izvoru Berheciului
Izvoru Berheciului là một xã thuộc hạt Bacău, România. Dân số thời điểm năm 2002 là 1719 người.